# فهرست آثار ملی استان هرمزگان
از ۱٠ شهرستان استان هرمزگان روی هم رفته ۲۵۹ اثر ثبت ملی شده است. بیشترین آثار از شهرستان بستک است که ۶۴ اثر ثبت شده است.

## ابوموسی
| # | نام                    | تصویر          | قدمت              | تاریخ ثبت  | شمارهٔ ثبت | موقعیت                 | توضیحات |
| - | ---------------------- | -------------- | ----------------- | ---------- | --------- | ---------------------- | ------- |
|   | ساختمان اداری بانک ملی | بارگذاری تصویر | معاصر ـ پهلوی دوم | ۱۳۸۷-۰۵-۰۲ | ۲۳۰۸۹     | بخش مرکزی، شهر ابوموسی |         |

## بندرعباس
| #  | نام                                 | تصویر          | قدمت                      | تاریخ ثبت  | شمارهٔ ثبت | موقعیت | توضیحات |
| -- | ----------------------------------- | -------------- | ------------------------- | ---------- | --------- | --- | ------- |
| ۱  | مجموعه آب انبارهای موزه             | بارگذاری تصویر | صفویه ـ اوایل قاجار       | ۱۳۵۴-۰۳-۰۷ | ۱۰۷۴      | بندر عباس، پاسداران، جنب اداره کل ارشاد اسلامی                                                                 |         |
| ۲  | مسجد گله‌داری                        | بارگذاری تصویر | قاجاریه                   | ۱۳۵۷-۰۱-۱۴ | ۱۵۹۵      | بلوار امام خمینی، محله اوزیها                                                                                  |         |
| ۳  | مسجد جامع دلگشا                     |                | زندیه                     | ۱۳۵۷-۰۱-۰۴ | ۱۵۹۹      | حاشیه جنوبی بندرعباس، سه راه مسجد جامع، روبروی هتل امین                                                        |         |
|    | پرستشگاه بت‌گوران                    | تصاویر بیشتر   | قاجاریه                   | ۱۳۷۷-۰۲-۰۱ | ۱۹۹۹      | بلوار امام خمینی، روبروی بازار روز                                                                             |         |
|    | حمام گله‌داری                        |                | قاجاریه                   | ۱۳۷۷-۰۲-۰۱ | ۲۰۰۳      | بندرعباس، محله اوزیها ـپشت هتل امین                                                                            |         |
|    | پل لاتیدان                          | تصاویر بیشتر   | صفویه                     | ۱۳۷۷-۰۲-۰۱ | ۲۰۰۵      | ۵۰ کیلومتری غرب بندرعباس، روستای نیم کار                                                                       |         |
|    | کاروان‌سرای خونسرخ                   | بارگذاری تصویر | صفویه                     | ۱۳۷۷-۱۲-۰۳ | ۲۲۳۲      | جاده پالایشگاه روبروی شهرک شهید رجائی                                                                          |         |
|    | کاروان‌سرای گچین                     | بارگذاری تصویر | قاجاریه                   | ۱۳۷۸-۰۳-۰۲ | ۲۳۲۷      | ۳۵ک، غ بندرعباس، مسیر جاده بندرلنگه، بندرعباس                                                                  |         |
|    | کاروان‌سرای کهورستان                 | بارگذاری تصویر | صفویه                     | ۱۳۷۸-۰۳-۰۲ | ۲۳۲۸      | ۷۰ ک ش غ بندرعباس، مسیر جاده بندر لنگه، بندرعباس                                                               |         |
|    | کاروانسرای تقی‌خانی                  | بارگذاری تصویر | صفویه                     | ۱۳۷۸-۰۳-۰۲ | ۲۳۲۹      | ۶۰ ک ش غ بندرعباس، مسیر جاده بندرلنگه، بندرعباس                                                                |         |
|    | برکه طولی                           | بارگذاری تصویر |                           | ۱۳۷۹-۱۲-۲۵ | ۳۰۵۸      | بندرعباس، بلوار پاسداران، سه راهی ۲۲ بهمن                                                                      |         |
|    | برکه گرد                            | بارگذاری تصویر | صفویه ـ قاجاریه           | ۱۳۷۹-۱۲-۲۵ | ۳۶۷۸      | بندر عباس، بلوار شهدای محراب، سه راهی ۲۲ بهمن                                                                  |         |
|    | آسیاب‌های آبی گنو                    |                | قاجاریه                   | ۱۳۸۰-۰۷-۱۰ | ۳۹۷۴      | ۲۰ کیلومتری جاده بندرعباس، حاجی‌آباد، در دامنه کوه‌های گنو                                                       |         |
|    | مسجد دزک                            | بارگذاری تصویر | قاجاریه                   | ۱۳۸۰-۰۷-۱۰ | ۴۱۹۱      | ۳۰ کیلومتری شمال روستای دزک                                                                                    |         |
|    | گنبد سرخ                            | بارگذاری تصویر | قرون میانه اسلامی         | ۱۳۸۱-۰۷-۰۷ | ۶۴۹۴      | بندر عباس، بخش مرکزی، دهستان شمیل، روستای گنبد سرخ ۳۷°۱۳′۳۱″شمالی ۴۶°۰۸′۳۳″شرقی / ۳۷٫۲۲۵۳۴°شمالی ۴۶٫۱۴۲۵۵°شرقی |         |
|    | آب‌انبار شاه حسینی                   | بارگذاری تصویر | اواخر قاجار               | ۱۳۸۱-۰۷-۰۷ | ۶۴۹۵      | بندر عباس، بلوار امام حسین، جنب مسجد اصغریه (محله برکه گرد)                                                    |         |
|    | حمام بزرگ- حمام گپ                  | بارگذاری تصویر | قاجاریه                   | ۱۳۸۱-۰۷-۰۷ | ۶۴۹۶      | بندر عباس، خیابان امام موسی صدر، نزدیک سه راه سازمان، جنب اطلاعات نیروی انتظامی                                |         |
|    | بادگیر منبر گپ                      | بارگذاری تصویر | اواخر قاجار               | ۱۳۸۱-۱۰-۱۰ | ۶۷۶۸      | بندر عباس، فلکه بلوکی، ضلع جنوبی خیابان امام خمینی، روبروی پاساژ طلا                                           |         |
|    | قلعه فین                            | بارگذاری تصویر | ایلخانی تا صفوی           | ۱۳۸۱-۱۱-۱۲ | ۷۲۷۰      | بندرعباس، جنوب شهر فین                                                                                         |         |
|    | کاروان‌سرای کیشی دری                 | بارگذاری تصویر | صفویه                     | ۱۳۸۱-۱۲-۱۷ | ۷۷۱۹      | بخش خمیر، دهستان کهورستان، نزدیک روستای چاماخور                                                                |         |
|    | کاروان‌سرای برکه سلطان               | بارگذاری تصویر | صفویه                     | ۱۳۸۱-۱۲-۱۷ | ۷۷۲۱      | بخش خمیر، دهستان کهورستان، روستای برکه سلطان                                                                   |         |
|    | کاروان‌سرای برکه سفید                | بارگذاری تصویر | صفویه                     | ۱۳۸۱-۱۲-۱۷ | ۷۷۲۲      | بخش خمیر، دهستان کهورستان، ۶ ک. م غرب کاروانسرای تقی خانی (تکیه خانی)                                          |         |
|    | تپه چاه لرد                         | بارگذاری تصویر | پیش از تاریخ ـ تاریخی     | ۱۳۸۱-۱۲-۱۷ | ۷۷۲۳      | بندر عباس، بخش مرکزی، دهستان ایسین، روستای سرخون ۲۷°۱۱′۰۰″شمالی ۵۶°۱۶′۰۰″شرقی / ۲۷٫۱۸۳۳۳°شمالی ۵۶٫۲۶۶۶۶°شرقی   |         |
|    | خانه احمدی                          | بارگذاری تصویر | اواخر قاجار ـ اوایل پهلوی | ۱۳۸۲-۰۲-۰۹ | ۸۵۰۹      | بندرعباس، بلوار ساحلی، جنب مسجد دلگشاد                                                                         |         |
|    | خانه گله‌داری                        | بارگذاری تصویر | اواخر قاجار ـ اوایل پهلوی | ۱۳۸۲-۰۲-۰۹ | ۸۵۱۰      | بندرعباس، بلوار ساحلی روبروی اتوبوسرانی قدیم، جنب بانک ملت شعبه بازار پلاک یک                                  |         |
|    | حمام فین                            | بارگذاری تصویر | قاجاریه                   | ۱۳۸۳-۱۲-۲۴ | ۱۱۴۷۶     | شهر فین، جنب منبع آب در نزدیکی استخر فین                                                                       |         |
|    | حمام ایسین                          | بارگذاری تصویر | اسلامی ـ قاجار            | ۱۳۸۴-۰۸-۲۵ | ۱۳۷۷۷     | بخش مرکزی، دهستان ایسین، داخل روستای پشته ایسین                                                                |         |
|    | خانه شریف                           | بارگذاری تصویر | پهلوی اول                 | ۱۳۸۴-۰۸-۲۵ | ۱۳۷۷۸     | بندر عباس، بلوار ناصر، محله شهناز سابق، پشت بیمارستان شریعتی                                                   |         |
|    | آسیاب بهرغ ۵                        | بارگذاری تصویر | قاجاریه                   | ۱۳۸۴-۰۸-۲۵ | ۱۳۸۲۱     | بخش مرکزی، دهستان تخت، روستای بهرغ، به موازات آسیاب شماره ۴                                                    |         |
|    | آسیاب بهرغ چهار                     | بارگذاری تصویر | قاجاریه                   | ۱۳۸۴-۰۸-۲۵ | ۱۳۸۲۲     | بخش مرکزی، دهستان تخت، روستای بهرغ، نزدیک آبگرم و کوه بهرغ                                                     |         |
|    | آب‌انبار عبدالله مداوی               | بارگذاری تصویر | اواخر قاجاریه             | ۱۳۸۴-۰۸-۲۵ | ۱۳۸۲۹     | بندر خمیر، خ اصلی شهر، خ ورزش، غرب آب انبار عبدالله                                                            |         |
|    | آب‌انبار عبدالله                     | بارگذاری تصویر | اواخر قاجاریه             | ۱۳۸۴-۰۸-۲۵ | ۱۳۸۳۰     | بندر خمیر، خ اصلی شهر، خ ورزش، شرق آب انبار عبدالله مداوی                                                      |         |
|    | برج قلعه خمیر                       | بارگذاری تصویر | قاجاری                    | ۱۳۸۴-۰۸-۲۵ | ۱۳۸۳۱     | بندر خمیر، بلوار ملا سلیمان خمیری، خ فرعی قلعه، ضلع شمالی مخابرات                                              |         |
|    | عمارت کلاه فرنگی و اسکله شهید حقانی | بارگذاری تصویر | صفویه                     | ۱۳۸۴-۰۸-۲۵ | ۱۳۸۳۵     | بندر عباس، بلوار ساحلی، غرب و شرق بازار اوزی‌ها، حوزه علمیه بندر عباس                                           |         |
|    | دیوار سدار                          | بارگذاری تصویر | زندیه                     | ۱۳۸۴-۰۸-۲۵ | ۱۳۸۳۶     | شمال جاده بندر عباس، لنگه، ۵ کیلومتری شرق بندر خمیر، ارتفاعات سدار                                             |         |
|    | آسیاب بهرغ دو                       | بارگذاری تصویر | قاجاری                    | ۱۳۸۴-۱۱-۰۹ | ۱۴۰۴۰     | بخش تخت، روستای بهرغ، به موازات آسیاب بهرغ ۳                                                                   |         |
|    | آسیاب بهرغ یک                       | بارگذاری تصویر | قاجاریه                   | ۱۳۸۴-۱۱-۰۹ | ۱۴۰۴۱     | بخش تخت، روستای بهرغ، به موازات آسیاب بهرغ ۲                                                                   |         |
| ۳۸ | آسیاب بهرغ سه                       | بارگذاری تصویر | قاجاریه                   | ۱۳۸۴-۱۱-۰۹ | ۱۴۰۴۲     | بخش تخت، روستای بهرغ، ۳–۵ کیلومتری شمال جاده تخت چاهستان                                                       |         |
| ۳۹ | آسیاب مارم یک فین                   | بارگذاری تصویر | قاجاریه                   | ۱۳۸۴-۱۱-۰۹ | ۱۴۰۴۳     | بخش فین، روستای مارم، جنب چشمه امام رضا                                                                        |         |
| ۴٠ | آسیاب مارم دو فین                   | بارگذاری تصویر | قاجاریه                   | ۱۳۸۴-۱۱-۰۹ | ۱۴۰۴۴     | بخش فین، روستای مارم، جنب چشمه امام رضا، ۱۰۰ م آسیاب شماره ۱                                                   |         |

## بندرلنگه
| #  | نام                       | تصویر          | قدمت                               | تاریخ ثبت  | شمارهٔ ثبت | موقعیت                                                                                         | توضیحات |
| -- | ------------------------- | -------------- | ---------------------------------- | ---------- | --------- | ---------------------------------------------------------------------------------------------- | ------- |
| ۱  | مسجد افغان                | بارگذاری تصویر | اوایل افشاریه                      | ۱۳۵۴-۰۲-۱۷ | ۱۰۶۲      | بندر لنگه، محله افغان                                                                          |         |
| ۲  | مسجد ملک بن عباس          |                | اوائل صفویه                        | ۱۳۵۴-۰۲-۱۷ | ۱۰۶۳      | حاشیه جنوبی بلوار جدید بندرلنگه                                                                |         |
| ۳  | مسجد آقا                  | بارگذاری تصویر | اوایل زندیه                        | ۱۳۵۴-۰۲-۱۷ | ۱۰۶۴      | بندر لنگه، محله مساح                                                                           |         |
|    | مسجد خداداد               | بارگذاری تصویر | زندیه                              | ۱۳۵۴-۰۲-۱۷ | ۱۰۶۵      | محله مساح بندرلنگه                                                                             |         |
|    | مسجد غیاث                 | بارگذاری تصویر | اوائل صفویه                        | ۱۳۵۴-۰۲-۱۷ | ۱۰۶۶      | بندر لنگه، محله غیاث                                                                           |         |
|    | حسینیه غضنفر              | بارگذاری تصویر | اواخر زندیه ـ قاجاریه              | ۱۳۵۴-۰۳-۲۸ | ۱۰۸۱      | بندر لنگه، حاشیه شمالی میدان مسجد آقا                                                          |         |
|    | حسینیه بنگی               | بارگذاری تصویر | اواخر زندیه ـ قاجاریه              | ۱۳۵۴-۰۳-۲۸ | ۱۰۸۲      | بندر لنگه، جنوب شرقی میدان آقا                                                                 |         |
|    | بنای فکری                 |                | اواخر قاجار                        | ۱۳۷۵-۱۱-۲۴ | ۱۸۳۳      | بندر لنگه، محله پاکرتی‌ها، ابتدای شهر مدخل ورودی                                                |         |
|    | شهر حریره                 | تصاویر بیشتر   | از قرن ۵ تا ۱۰ ق                   | ۱۳۷۶-۰۶-۰۱ | ۱۸۸۶      | بندر لنگه، شمال جزیره کیش                                                                      |         |
|    | مسجد امیر                 | بارگذاری تصویر | قاجاریه                            | ۱۳۷۷-۰۹-۱۶ | ۲۱۹۳      | جزیره کیش                                                                                      |         |
|    | مسجد ماشه                 | بارگذاری تصویر | قاجاریه                            | ۱۳۷۷-۱۰-۲۷ | ۲۱۹۴      | جزیره کیش                                                                                      |         |
|    | خانه واحدی                | بارگذاری تصویر | قاجاریه                            | ۱۳۷۷-۱۲-۰۳ | ۲۲۲۸      | بندرلنگه، محله گرگها، ضلع جنوبی خانه فکری                                                      |         |
|    | خانه گلبتان               |                | قاجاریه                            | ۱۳۷۷-۱۲-۰۳ | ۲۲۲۹      | بندر کنگ کنار ساحل                                                                             |         |
|    | قلعه مغویه                |                | قاجاریه                            | ۱۳۷۷-۱۲-۰۳ | ۲۲۳۰      | ۳۵ ک غرب شهرستان بندرلنگه بندر مغویه                                                           |         |
|    | قلعه پرتقالیهای کنگ       |                | صفویه                              | ۱۳۷۷-۱۲-۰۳ | ۲۲۳۱      | بندر گنگ، کنار دریا                                                                            |         |
|    | خانه بستکی                | بارگذاری تصویر | قاجاریه                            | ۱۳۷۷-۱۲-۰۳ | ۲۲۳۴      | جنب مخابرات ماکرویی شهر بندرلنگه                                                               |         |
|    | مسجد شیخی                 | بارگذاری تصویر | قاجاریه                            | ۱۳۸۰-۱۰-۱۱ | ۴۵۹۶      | محله مساح، ضلع شمالی بازار                                                                     |         |
|    | برکه دریادولت             | بارگذاری تصویر | اواخر قاجار                        | ۱۳۸۰-۱۰-۱۱ | ۴۵۹۹      | ابتدای جاده لار، بندر گنک، مجاور پایانه بار                                                    |         |
|    | آب‌انبار پنج برکه          | بارگذاری تصویر | اواخر قاجار                        | ۱۳۸۰-۱۰-۱۱ | ۴۶۰۰      | بندر کنگ، محله پیمایی، کنار گورستان اهل تسنن                                                   |         |
|    | حسینیه حدادی              | بارگذاری تصویر | اواخر قاجار                        | ۱۳۸۰-۱۰-۱۱ | ۴۶۰۱      | محمله بحرینی، خ پاسداران، روبروی اداره کار                                                     |         |
|    | مجموعه بافت قدیم کنگ      | بارگذاری تصویر | قاجاریه ـ پهلوی                    | ۱۳۸۱-۰۷-۰۷ | ۶۵۳۰      | ۶ کیلومتری شرق شهرستان بندرلنگه مسیر جاده بندرلنگه به بندر عباس، بندر کنگ، ۳ کیلومتری کوه سیاه |         |
|    | برکه شماره ۵ بشاری        | بارگذاری تصویر | قاجاریه                            | ۱۳۸۱-۱۰-۱۰ | ۶۷۶۴      | خیابان اصلی، روبروی بیمارستان                                                                  |         |
|    | برکه شماره ۲ بشاری        | بارگذاری تصویر | قاجاریه                            | ۱۳۸۱-۱۰-۱۰ | ۶۷۶۵      | خیابان اصلی، روبروی بیمارستان                                                                  |         |
|    | برکه شماره ۴ بشاری        | بارگذاری تصویر | قاجاریه                            | ۱۳۸۱-۱۰-۱۰ | ۶۷۶۶      | خیابان اصلی، روبروی بیمارستان                                                                  |         |
|    | برکه شماره ۱ بشاری        | بارگذاری تصویر | قاجاریه                            | ۱۳۸۱-۱۰-۱۰ | ۶۷۶۷      | خیابان اصلی، روبروی بیمارستان                                                                  |         |
|    | آب‌انبار حاجی ابراهیم      | بارگذاری تصویر | پهلوی دوم                          | ۱۳۸۳-۱۲-۲۴ | ۱۱۴۷۴     | بندرلنگه، خیابان شهید بهشتی، روبروی آزمایشگاه مرکزی                                            |         |
|    | آب‌انبار حاجی محمد         | بارگذاری تصویر | پهلوی دوم                          | ۱۳۸۳-۱۲-۲۴ | ۱۱۴۷۵     | بندرلنگه، خیابان شهید بهشتی، روبروی آزمایشگاه مرکزی                                            |         |
|    | مسجد و مدرسه محمدیه دژگان | بارگذاری تصویر | قاجاریه                            | ۱۳۸۴-۰۷-۲۳ | ۱۳۵۶۵     | بخش مرکزی، دهستان دژگان، روستای دژگان                                                          |         |
|    | مقبره شیخ احمد سرحان      | بارگذاری تصویر | قاجاریه                            | ۱۳۸۵-۰۳-۱۷ | ۱۵۳۸۵     | بندر لنگه، خ پاسداران، کوچه پاسداران ۲۰، محله حیدرآباد                                         |         |
|    | حسینیه بی بی‌هاشمیه        | بارگذاری تصویر | قاجاریه                            | ۱۳۸۵-۰۳-۱۷ | ۱۵۳۹۰     | شهربندر لنگه، بلوار امام خمینی، بلوار ساحلی، مجله بحرینی‌ها                                     |         |
|    | خانه گله‌داری              | بارگذاری تصویر | قاجاریه                            | ۱۳۸۵-۰۳-۱۷ | ۱۵۳۹۷     | شهربندر لنگه، بلوار معلم، محله رودباری‌ها، شمال شرقی خانه فکری                                  |         |
|    | برکه بنگله بستکی          | بارگذاری تصویر | قاجاریه                            | ۱۳۸۵-۰۳-۱۷ | ۱۵۳۹۹     | شهربندر لنگه، م ۲۲بهمن، خ شهید بهشتی، انتهای محله رود باری‌ها، جنوب غربی بنگله بستکی            |         |
|    | حسینیه کربلایی عزت        | بارگذاری تصویر | قاجاریه                            | ۱۳۸۵-۰۳-۱۷ | ۱۵۴۰۱     | شهربندر لنگه، بلوار انقلاب، خ شهید نیک سیر، محله لاری‌ها، حسینیه کربلایی عزت                    |         |
|    | مسجد کرچی                 | بارگذاری تصویر | پهلوی اول                          | ۱۳۸۵-۰۳-۱۷ | ۱۵۴۰۲     | شهر کنگ، بلوار ساحلی، روبروی اسکله                                                             |         |
|    | زیارتگاه خضر              | بارگذاری تصویر | ساسانی ـ صدر اسلام                 | ۱۳۸۵-۰۳-۱۷ | ۱۵۴۰۳     | شهر کنگ، حدود دو کیلومتری شمال شهر، ابتدای جاده کنگ به گزیر                                    |         |
|    | مسجد خالدی                | بارگذاری تصویر | پهلوی اول                          | ۱۳۸۵-۰۳-۱۷ | ۱۵۴۰۴     | شهربندر لنگه، محله بلوکی، جنب مدرسه دینی خالدی و خانه خالدی                                    |         |
|    | فرودگاه قدیم لنگه         | بارگذاری تصویر | پهلوی                              | ۱۳۸۵-۰۳-۱۷ | ۱۵۴۰۵     | بخش مرکزی، دهستان مغویه، محوطه روستای فرودگاه                                                  |         |
|    | برکه شکری                 | بارگذاری تصویر | صفویه ـ قاجاریه                    | ۱۳۸۵-۰۳-۱۷ | ۱۵۴۰۶     | شهر کنگ، جنوب شرقی م ناخدا، ضلع شرقی بلوار آیت ا… خامنه‌ای                                      |         |
|    | برکه می‌ریزی               | بارگذاری تصویر | صفویه ـ قاجاریه                    | ۱۳۸۵-۰۳-۱۷ | ۱۵۴۰۷     | شهر کنگ، محوطه شمالی قلعه پرتغالی‌ها                                                            |         |
|    | برکه مش شائو              | بارگذاری تصویر | صفوی ـ قاجاریه                     | ۱۳۸۵-۰۳-۱۷ | ۱۵۴۰۸     | شهر کنگ، محوطه شمالی قلعه پرتغالی‌ها                                                            |         |
|    | برکه خلیفه۳               | بارگذاری تصویر | قاجاریه ـ پهلوی                    | ۱۳۸۵-۰۳-۱۷ | ۱۵۴۰۹     | شهر بندر لنگه، تقاطع بلوار صدف و خ پاسداران                                                    |         |
|    | برکه خلیفه ۲              | بارگذاری تصویر | قاجاریه ـ پهلوی                    | ۱۳۸۵-۰۳-۱۷ | ۱۵۴۱۰     | شهربندر لنگه، تقاطع بلوار صدف و خ پاسداران                                                     |         |
|    | برکه خلیفه ۱              | بارگذاری تصویر | قاجاریه ـ پهلوی                    | ۱۳۸۵-۰۳-۱۷ | ۱۵۴۱۱     | شهربندر لنگه، تقاطع خ پاسداران و بلوار صدف                                                     |         |
|    | برکه عباس                 | بارگذاری تصویر | زندیه ـ قاجاریه                    | ۱۳۸۵-۰۳-۱۷ | ۱۵۴۱۲     | شهر بندر لنگه، م معلم، خ شهید بهشتی، انتهای محله بلوکی، پشت مرکز آموزش کودکان استثنائی         |         |
|    | خانه فاروق                | بارگذاری تصویر | قاجاریه                            | ۱۳۸۵-۰۳-۱۷ | ۱۵۴۱۴     | شهر بندر لنگه، محله بلوکی، جنب مدرسه دینی و مسجد خالدی، دفتر رسمی ثبت ازدواج ۴۳                |         |
|    | بنگله هودی                | بارگذاری تصویر | قاجاریه                            | ۱۳۸۵-۰۳-۱۷ | ۱۵۴۱۵     | شهر بندر لنگه، م معلم، سمت چپ خ شهید بهشتی، محله بلوکی، روبروی برکه و بنگله بستکی              |         |
| ۴۷ | مسجد احمد بن حنبل         | بارگذاری تصویر | قاجاریه                            | ۱۳۸۵-۰۳-۱۷ | ۱۵۴۱۶     | شهر کنگ، میدان انقلاب، نبش بلوار شهید بهشتی و بلوار ساحلی، پشت پاسگاه ساحلی کنگ                |         |
| ۴۸ | قلعه لشتان                |                | ساسانی ـ قرون اولیه و متأخر اسلامی | ۱۳۸۵-۰۸-۲۴ | ۱۶۳۱۶     | هفت کیلومتری شمال شرق شهر بندر لنگه                                                            |         |
| ۴۹ | کاخ الیت کیش              | بارگذاری تصویر | معاصر ـ پهلوی                      | ۱۳۸۷-۱۲-۱۰ | ۲۴۳۸۰     | جزیره کیش، شرق جزیره کیش، جنب مجمتع‌های مسکونی آفتاب                                            |         |

## جاسک
| #  | نام                   | تصویر          | قدمت                     | تاریخ ثبت  | شمارهٔ ثبت | موقعیت                                                                                    | توضیحات |
| -- | --------------------- | -------------- | ------------------------ | ---------- | --------- | ----------------------------------------------------------------------------------------- | ------- |
| ۱  | غار سادرمند           |                | ساسانی تا اسلامی         | ۱۳۸۱-۰۷-۰۷ | ۶۴۶۵      | (جاسک کهنه) روستای گزدان                                                                  |         |
| ۲  | برج سیاه و سفید       |                | قاجاریه                  | ۱۳۸۱-۱۰-۱۰ | ۶۷۶۹      | هرمزگان، شهر جاسک، نزدیک خیابان مطهری به فاصله ۵۲ متری دریا                               |         |
| ۳  | گورستان جگین          | بارگذاری تصویر | هزاره یک ق‌م              | ۱۳۸۲-۱۱-۲۷ | ۱۰۹۳۲     | بخش مرکزی، دهستان گابریک، روستای جگین                                                     |         |
|    | تلگرافخانه جاسک       | بارگذاری تصویر | صفویه                    | ۱۳۸۵-۰۸-۲۴ | ۱۶۲۶۹     | شهر بندر جاسک، بلوار ساحلی، محوطه پایگاه نیروی هوایی                                      |         |
|    | محوطه تنگ لاشون ۱     | بارگذاری تصویر | هزاره یک ۳ ق‌م            | ۱۳۸۵-۱۱-۲۳ | ۱۷۳۶۵     | بخش بشاگرد، دهستان سردشت، روستای پشتگر، تنگ لاشون (۵ کیلومتری شرق پشتگر)، نرسیده به آبگرم |         |
|    | مجموعه گوهران         | بارگذاری تصویر | صفویه ـ قاجاریه          | ۱۳۸۵-۱۱-۲۳ | ۱۷۳۶۶     | بخش بشاگرد، دهستان گوهران، کمتر از یک کیلومتری شمال غربی روستای گوهران                    |         |
|    | گورستان وائن          | بارگذاری تصویر | ساسانی ـ صدر اسلام       | ۱۳۸۵-۱۱-۲۳ | ۱۷۳۶۷     | بخش بشاگرد، دهستان گوهران، ۱٫۵ کیلومتری شرق روستای وائن، پایین دست دره هیزنا              |         |
|    | گورستان سرای ۷ دختران | بارگذاری تصویر | ساسانی ـ صدر اسلام       | ۱۳۸۵-۱۱-۲۳ | ۱۷۳۶۸     | بخش بشاگرد، دهستان گوهران، ۱٫۵ کیلومتری جنوب شرقی روستای گوهران                           |         |
|    | تپه سردشت             | بارگذاری تصویر | هزاره دو و یک ق‌م         | ۱۳۸۵-۱۱-۲۳ | ۱۷۳۶۹     | بخش بشاگرد، دهستان سردشت، میانه ضلع غربی روستای سردشت، پشت اداره هواشناسی                 |         |
| ۱٠ | قلعه شیرآهن           | بارگذاری تصویر | قرون میانه اسلامی        | ۱۳۸۵-۱۱-۲۳ | ۱۷۳۷۰     | بخش مرکزی، دهستان کنگان، کمتر از یک کیلومتری جنوب شرقی روستای شیرآهن                      |         |
| ۱۱ | قلعه شیرآهن پایین     | بارگذاری تصویر | قرون میانی اسلامی        | ۱۳۸۵-۱۱-۲۳ | ۱۷۳۷۱     | بخش مرکزی ۰ دهستان کنگان، کمتر از یک کیلومتری شرق روستای شیر آهن پایین                    |         |
| ۱۲ | محوطه سر زهورودخانه   | بارگذاری تصویر | هزاره ۳ ق‌م ـ هزاره یک ق‌م | ۱۳۸۵-۱۱-۲۳ | ۱۷۳۷۲     | بخش بشاگرد، دهستان سردشت، حدود ۵ کیلومتری غرب روستای بابک                                 |         |

## حاجی‌آباد
| #  | نام                   | تصویر          | قدمت                         | تاریخ ثبت  | شمارهٔ ثبت | موقعیت                                                    | توضیحات |
| -- | --------------------- | -------------- | ---------------------------- | ---------- | --------- | --------------------------------------------------------- | ------- |
| ۱  | قلعه حاجی‌آباد         | بارگذاری تصویر | ایلخانیان ـ تیموریان ـ صفویه | ۱۳۸۱-۱۱-۱۲ | ۷۲۷۱      | وسط شهر حاجی‌آباد                                          |         |
| ۲  | آرامگاه سید حمدی      | بارگذاری تصویر | اوایل قاجار                  | ۱۳۸۳-۱۲-۲۴ | ۱۱۴۶۹     | بخش مرکزی، دهستان طارم، ۳ کیلومتری جنوب روستای طارم جدید  |         |
| ۳  | آسیاب‌آبی فارغان       | بارگذاری تصویر | قاجاریه                      | ۱۳۸۳-۱۲-۲۴ | ۱۱۴۷۰     | بخش فارغان جنوب شرقی روستای فارغان، جنب ایستگاه ایران گاز |         |
|    | آسیاب کله گوش فارغان  | بارگذاری تصویر | قاجاریه                      | ۱۳۸۴-۰۸-۲۵ | ۱۳۸۲۳     | بخش فارغان، دهستان فارغان، جنب کتابخانه نشاط              |         |
|    | آسیاب آبشار تزرج ۳    | بارگذاری تصویر | قاجاریه                      | ۱۳۸۴-۰۸-۲۵ | ۱۳۸۲۴     | بخش مرکزی، دهستان طارم، روستای تزرج، ۲۰۰ م غرب آبشار تزرج |         |
|    | آسیاب آبشار تزرج ۱    | بارگذاری تصویر | قاجاریه                      | ۱۳۸۴-۰۸-۲۵ | ۱۳۸۲۵     | ۲۰ کیلومتری بخش مرکزی، دهستان طارم، روستای تزرج           |         |
|    | آسیاب آبشار تزرج دو   | بارگذاری تصویر | قاجاریه                      | ۱۳۸۴-۰۸-۲۵ | ۱۳۸۲۶     | بخش مرکزی، دهستان طارم، روستای تزرج، ۳–۵ م آسیاب تزرج یک  |         |
|    | محوطه تاریخی طارم     | بارگذاری تصویر | صفویه                        | ۱۳۸۴-۰۸-۲۵ | ۱۳۸۲۷     | دهستان طارم (طارم قدیم)                                   |         |
|    | آسیاب تزرج            | بارگذاری تصویر | قاجاریه                      | ۱۳۸۴-۰۸-۲۵ | ۱۳۸۲۸     | بخش مرکزی، دهستان طارم، دو کیلومتری شرق روستای تزرج       |         |
| ۱٠ | برج فارغان            | بارگذاری تصویر | قاجاریه                      | ۱۳۸۴-۰۸-۲۵ | ۱۳۸۳۲     | ۲–۵ کیلومتری شمال فارغان                                  |         |
| ۱۱ | آسیاب منظر خان فارغان | بارگذاری تصویر | قاجاریه                      | ۱۳۸۴-۱۱-۰۹ | ۱۴۰۴۵     | شهر فارغان، روبروی بانک کشاورزی                           |         |
| ۱۲ | کاروان‌سرای گهکم       | بارگذاری تصویر | صفوی                         | ۱۳۸۴-۱۱-۰۹ | ۱۴۰۴۶     | دهستان طارم، روستای گهکم                                  |         |

## خمیر
| # | نام       | تصویر | قدمت    | تاریخ ثبت  | شمارهٔ ثبت | موقعیت                                                                            | توضیحات |
| - | --------- | ----- | ------- | ---------- | --------- | --------------------------------------------------------------------------------- | ------- |
|   | خانه قاضی |       | قاجاریه | ۱۳۸۷-۱۰-۱۶ | ۲۴۴۹۲     | بخش رویدر، شهر رویدر ۲۷°۲۷′۱۷″شمالی ۵۵°۲۵′۵۱″شرقی / ۲۷٫۴۵۴۷۳۱°شمالی ۵۵٫۴۳۰۷۳°شرقی |         |

## رودان
| #  | نام                      | تصویر          | قدمت                  | تاریخ ثبت  | شمارهٔ ثبت | موقعیت                                                                     | توضیحات |
| -- | ------------------------ | -------------- | --------------------- | ---------- | --------- | -------------------------------------------------------------------------- | ------- |
| ۱  | قلعه کمیز                | بارگذاری تصویر | اواسط اسلامی          | ۱۳۸۱-۱۰-۱۰ | ۶۷۶۳      | بخش مرکزی، دهستان آب‌نما، روستای کمیز                                       |         |
| ۲  | تپه مارو                 | بارگذاری تصویر | پیش از تاریخ ـ اسلامی | ۱۳۸۱-۱۱-۱۲ | ۷۲۷۲      | بخش مرکزی، دهستان آب‌نما، روستای خیرآباد                                    |         |
| ۳  | بقایای دژ کلات آب شورک   | بارگذاری تصویر | قاجاریه               | ۱۳۸۵-۰۸-۲۴ | ۱۶۲۶۷     | بخش مرکزی، دهستان رهدار، ۳ک م شمال شرق روستای دهنو                         |         |
|    | گورستان گروی ۱           | بارگذاری تصویر | اواسط هزاره اول ق‌م    | ۱۳۸۵-۰۸-۲۴ | ۱۶۲۶۸     | بخش مرکزی، دهستان رهدار، یک کیلومتری غرب روستای کم کردان                   |         |
|    | گورستان گروی ۳           | بارگذاری تصویر | اواسط هزاره اول ق‌م    | ۱۳۸۵-۰۸-۲۴ | ۱۶۲۷۰     | بخش مرکزی، دهستان رهدار، روستای کم کردان، منطقه گروی                       |         |
|    | گورستان بیدان            | بارگذاری تصویر | اواسط هزاره اول ق. م  | ۱۳۸۵-۰۸-۲۴ | ۱۶۲۷۱     | بخش مرکزی، دهستان رهدار، ۵۰۰ م شرق روستای بیدان                            |         |
|    | گورستان کم کلات          | بارگذاری تصویر | قرون میانه اسلامی     | ۱۳۸۵-۰۸-۲۴ | ۱۶۲۷۲     | بخش مرکزی، دهستان فاریاب، ۵۰۰ م جنوب روستای صحرارود                        |         |
|    | تم سید دمورون            | بارگذاری تصویر | هزاره ۵ و ۳ ق‌م        | ۱۳۸۵-۰۸-۲۴ | ۱۶۲۹۱     | بخش مرکزی، شمال غربی روستای خیرآباد                                        |         |
|    | بقایای دژ کلات صحرارود   | بارگذاری تصویر | ایلخانی ـ تیموری      | ۱۳۸۵-۰۸-۲۴ | ۱۶۳۳۵     | بخش مرکزی، دهستان فاریاب، ۱٫۵ کیلومتری جنوب روستای صحرارود                 |         |
|    | گورستان کوه اسبی         | بارگذاری تصویر | هزاره اول ق‌م          | ۱۳۸۵-۰۸-۲۴ | ۱۶۳۳۷     | بخش مرکزی، دهستان رهدار، ۱٫۵ کیلومتری جنوب شرق روستای دهنو، دامنه کوه اسبی |         |
|    | گورستان پاگدار سیاه مغان | بارگذاری تصویر | اواسط هزاره یک ق‌م     | ۱۳۸۵-۰۸-۲۴ | ۱۶۳۳۸     | بخش مرکزی، دهستان رهدار، ۱٫۵ کیلومتری شمال روستای سیاه مغان                |         |
| ۱۲ | گورستان گروی ۲           | بارگذاری تصویر | اواسط هزاره یک ق. م   | ۱۳۸۵-۰۸-۲۴ | ۱۶۳۳۹     | بخش مرکزی، دهستان رهدار، روستای کم کردان، ضلع شمالی رودخانه گروی           |         |
| ۱۳ | تپه کلات کهنه            | بارگذاری تصویر | ساسانی تا صفویه       | ۱۳۸۵-۰۸-۲۴ | ۱۶۳۴۰     | حومه شهر رودان (دهباز)، جاده فرعی سنگی، جنوب شرقی زیارت شاه قطب الدین حیدر |         |
| ۱۴ | کاخ نازدشت               | بارگذاری تصویر | پهلوی دوم             | ۱۳۸۷-۰۳-۰۷ | ۲۳۰۱۰     | بخش رودخانه، دهستان رودخانه، روستای کردی شیرازی                            |         |

## قشم
| #  | نام                             | تصویر          | قدمت                        | تاریخ ثبت  | شمارهٔ ثبت | موقعیت                                                                                              | توضیحات |
| -- | ------------------------------- | -------------- | --------------------------- | ---------- | --------- | --------------------------------------------------------------------------------------------------- | ------- |
| ۱  | قلعه هرمز                       | تصاویر بیشتر   | قاجاریه                     | ۱۳۷۷-۰۲-۰۱ | ۱۹۹۸      | شمال جزیره هرمز شهرستان قشم ۲۷°۰۶′شمالی ۵۶°۲۷′شرقی / ۲۷٫۱۰°شمالی ۵۶٫۴۵°شرقی                         |         |
| ۲  | چاه‌های تلا لافت                 | تصاویر بیشتر   | تاریخی ـ اسلامی             | ۱۳۷۷-۱۰-۲۷ | ۲۱۹۵      | جزیره قشم، روستای لافت                                                                              |         |
|    | آرامگاه شیخ زین العباد          | بارگذاری تصویر | صفویه                       | ۱۳۷۷-۱۰-۲۷ | ۲۱۹۶      | جنوب فرودگاه قشم                                                                                    |         |
| ۳  | دست کند خربز یا خربس            | تصاویر بیشتر   | اسلامی                      | ۱۳۷۷-۱۰-۲۷ | ۲۱۹۷      | ۱۰ ک غربی جزیره قشم                                                                                 |         |
|    | محوطه باستانی کول گان یا کولغان | بارگذاری تصویر | تاریخی ـ پیش از اسلام       | ۱۳۷۷-۱۰-۲۷ | ۲۱۹۸      | ۳٫۵ کیلومتر شمال شهر قشم، کنارجاده                                                                  |         |
|    | آرامگاه بی‌بی مریم               | بارگذاری تصویر | قرن ۸ ق                     | ۱۳۷۷-۱۰-۲۷ | ۲۱۹۹      | روستای تم سنتی، ۲۲ کیلومتری بندر عباس                                                               |         |
|    | آرامگاه سیدان                   | بارگذاری تصویر | تیموریان ـ صفویه            | ۱۳۷۷-۱۰-۲۷ | ۲۲۰۰      | جزیره قشم، محله لافت کهنه، ۲۲ کیلومتری بندر عباس                                                    |         |
|    | مسجدجامع قشم                    | بارگذاری تصویر | صفویه                       | ۱۳۷۷-۰۹-۱۶ | ۲۲۰۱      | جزیره قشم، ۲۲ کیلومتری بندرعباس                                                                     |         |
|    | قلعه قشم- پرتقالیها             |                | صفویه                       | ۱۳۷۷-۰۹-۱۶ | ۲۲۰۲      | جزیره قشم                                                                                           |         |
|    | مقبره شیخ برخ و مسجد آن         | بارگذاری تصویر | قرن ۳ تا ۱۳ ق               | ۱۳۷۷-۰۹-۱۶ | ۲۲۰۳      | جزیره قشم، خارج از روستای کوشه، ۲۲ کیلومتری بندرعباس                                                |         |
|    | سد گوران                        | بارگذاری تصویر |                             | ۱۳۷۹-۱۲-۲۵ | ۳۰۵۷      | جزیره قشم، روستای گوران                                                                             |         |
|    | سد ملا حاجی                     | بارگذاری تصویر | اواخر قاجار ـ اوایل پهلوی   | ۱۳۸۰-۱۰-۱۱ | ۴۵۹۷      | ۸۰ کیلومتری قشم، روستای سلخ                                                                         |         |
|    | خانه جری کولاک و محوطه اطراف آن | بارگذاری تصویر | قرون اولیه اسلامی           | ۱۳۸۰-۱۰-۱۱ | ۴۵۹۸      | شهر هرمز، نزدیک اسکله جدید                                                                          |         |
|    | قلعه لافت                       | بارگذاری تصویر | قرون میانه اسلامی           | ۱۳۸۱-۰۷-۰۷ | ۶۴۹۷      | روستای لافت                                                                                         |         |
|    | برکه شماره یک درگهان            | بارگذاری تصویر | اواخر قاجار ـ اوایل پهلوی   | ۱۳۸۱-۱۱-۱۲ | ۷۲۷۳      | بخش مرکزی، روستای درگهان                                                                            |         |
|    | برکه شماره دو درگهان            | بارگذاری تصویر | اواخر قاجار ـ اوایل پهلوی   | ۱۳۸۱-۱۱-۱۲ | ۷۲۷۴      | بخش مرکزی، روستای درگهان                                                                            |         |
|    | برکه شماره سه درگهان            | بارگذاری تصویر | اواخر قاجار ـ اوایل پهلوی   | ۱۳۸۱-۱۱-۱۲ | ۷۲۷۵      | بخش مرکزی، روستای درگهان                                                                            |         |
|    | برکه شماره چهار درگهان          | بارگذاری تصویر | اواخر قاجار ـ اوایل پهلوی   | ۱۳۸۱-۱۱-۱۲ | ۷۲۷۶      | بخش مرکزی، روستای درگهان                                                                            |         |
|    | برکه شماره ۵ درگهان             | بارگذاری تصویر | اواخر قاجار ـ اوایل پهلوی   | ۱۳۸۱-۱۱-۱۲ | ۷۲۷۷      | بخش مرکزی، دهستان درگهان، روستای درگهان ۲۶°۵۸′۰۰″شمالی ۵۶°۰۴′۰۰″شرقی / ۲۶٫۹۶۶۶۶°شمالی ۵۶٫۰۶۶۶۶°شرقی |         |
|    | مجموعه الف برکه‌های گیاهدان      | بارگذاری تصویر | پهلوی                       | ۱۳۸۲-۰۵-۲۷ | ۹۵۴۶      | بخش مرکزی، دهستان حومه، روستای گیاهدان                                                              |         |
|    | مجموعه الف برکه‌های گیاهدان۲     | بارگذاری تصویر | پهلوی                       | ۱۳۸۲-۰۵-۲۷ | ۹۵۴۷      | بخش مرکزی، دهستان حومه، روستای گیاهدان                                                              |         |
|    | مجموعه الف برکه‌های گیاهدان ۳    | بارگذاری تصویر | پهلوی                       | ۱۳۸۲-۰۵-۲۷ | ۹۵۴۸      | بخش مرکزی، دهستان حومه، روستای گیاهدان                                                              |         |
|    | مجموعه الف برکه‌های گیاهدان ۴    | بارگذاری تصویر | پهلوی                       | ۱۳۸۲-۰۵-۲۷ | ۹۵۴۹      | بخش مرکزی، دهستان حومه، روستای گیاهدان                                                              |         |
|    | مجموعه الف برکه‌های کووه‌ای۱      | بارگذاری تصویر | پهلوی                       | ۱۳۸۲-۰۵-۲۷ | ۹۵۵۰      | بخش مرکزی، دهستان حومه، روستای کووه‌ای                                                               |         |
|    | مجموعه الف برکه‌های کووه‌ای ۲     | بارگذاری تصویر | پهلوی                       | ۱۳۸۲-۰۵-۲۷ | ۹۵۵۱      | بخش مرکزی، دهستان حومه، روستای کووه‌ای                                                               |         |
|    | برکه بی‌بی                       | بارگذاری تصویر | قاجاریه ـ پهلوی             | ۱۳۸۲-۰۵-۲۷ | ۹۵۵۲      | شمال شرقی پشت بازار ستاره                                                                           |         |
|    | قلعه لارک                       | بارگذاری تصویر | صفوی                        | ۱۳۸۲-۱۱-۲۷ | ۱۰۹۲۲     | بخش هرمز، شمال جزیره لارک، روستای لارک                                                              |         |
|    | زیارت خضر نبی                   | بارگذاری تصویر | صفوی ـ قاجاریه              | ۱۳۸۲-۱۱-۲۷ | ۱۰۹۲۳     | بخش هرمز، ۸ کیلومتری جنوب شرقی هرمز                                                                 |         |
|    | آب‌انبار هلر                     | بارگذاری تصویر | اواخر قاجار ـ اوایل پهلوی   | ۱۳۸۲-۱۱-۲۷ | ۱۰۹۲۸     | بخش مرکزی، ۱۸ کیلومتری غرب بندر قشم، روستای هلر                                                     |         |
|    | دبستان دکتر علی شریعتی          | بارگذاری تصویر | پهلوی                       | ۱۳۸۲-۱۱-۲۷ | ۱۰۹۲۹     | بخش هرمز، جزیره هرمز                                                                                |         |
|    | آب‌انبار مجموعه۲۷ واحدی قشم      | بارگذاری تصویر | اواخر قاجار ـ اوایل پهلوی   | ۱۳۸۲-۱۱-۲۷ | ۱۰۹۳۰     | بخش مرکزی، مرکز شهرستان قشم                                                                         |         |
|    | چهار طاقی مکتب خانه             | بارگذاری تصویر | صفویه                       | ۱۳۸۲-۱۱-۲۷ | ۱۰۹۳۱     | بخش هرمز، جزیره هرمز                                                                                |         |
|    | آب‌انبار قصرصورت                 | بارگذاری تصویر | قاجاریه                     | ۱۳۸۳-۱۲-۲۴ | ۱۱۴۷۱     | ۵ کیلومتری جنوب شرقی جزیره هرمز                                                                     |         |
|    | پاسگاه قدیم هرمز                | بارگذاری تصویر | پهلوی اول                   | ۱۳۸۳-۱۲-۲۴ | ۱۱۴۷۲     | شمال شرقی جزیره هرمز، جنب فروشگاه‌های شهرداری                                                        |         |
|    | برکه گرد                        | بارگذاری تصویر | اواخر قاجار ـ پهلوی اول     | ۱۳۸۴-۰۴-۳۰ | ۱۲۲۸۴     | بخش مرکزی، دو کیلومتری جاده فرعی درگهان، کوه‌ای                                                      |         |
|    | برکه گرد                        | بارگذاری تصویر | اواخر قاجار ـ پهلوی اول     | ۱۳۸۴-۰۴-۳۰ | ۱۲۲۸۵     | ابتدای جاده درگهان، گیاهدان، روبروی نیروگاه برق                                                     |         |
|    | برکه طولی                       | بارگذاری تصویر | اواخر قاجار ـ پهلوی اول     | ۱۳۸۴-۰۴-۳۰ | ۱۲۲۸۶     | بخش مرکزی، ۵ کیلومتری جاده قشم ـ درگهان، ۵ کیلومتری جاده قشم، درگهان                                |         |
|    | برکه طولی                       | بارگذاری تصویر | اواخر قاجار ـ پهلوی اول     | ۱۳۸۴-۰۴-۳۰ | ۱۲۲۸۷     | بخش مرکزی، دهستان حومه، ابتدای جاده درگهان ـ گیاهدان، روبروی پمپ بنزین                              |         |
|    | چهار طاقی شماره یک هرمز         | بارگذاری تصویر | تیموری                      | ۱۳۸۴-۰۸-۲۵ | ۱۳۸۱۸     | جزیره هرمز، بلوار امام خمینی، میدان شهدا، غرب بلوار شهدا، مدرسه شریعتی، شمال چهار طاقی ۲            |         |
|    | چهار طاقی شماره دو هرمز         | بارگذاری تصویر | تیموری                      | ۱۳۸۴-۰۸-۲۵ | ۱۳۸۱۹     | جزیره هرمز، میدان امام خمینی، میدان شهدا، خ شهدا به فاصله ۸۰ م شمال غرب چهار طاقی شماره ۳           |         |
| ۴۱ | چهار طاقی شماره سه هرمز         | بارگذاری تصویر | تیموری                      | ۱۳۸۴-۰۸-۲۵ | ۱۳۸۲۰     | جزیره هرمز، بلوار امام خمینی، میدان شهدا، ۶۰ م غرب خ شهدا (ورزش)                                    |         |
| ۴۲ | خانه زعفرانیه                   | بارگذاری تصویر | صفویه                       | ۱۳۸۴-۰۸-۲۵ | ۱۳۸۳۴     | جزیره هرمز، ساحل شمالی جنب گورستان و قدمگاه مولی                                                    |         |
| ۴۳ | بافت قدیم روستای لافت           |                | اواخر قاجاریه ـ اوایل پهلوی | ۱۳۸۵-۰۸-۲۴ | ۱۶۳۱۵     | بخش شهاب، دهستان صلخ، روستای لافت                                                                   |         |

## میناب
| #  | نام                      | تصویر          | قدمت                                | تاریخ ثبت  | شمارهٔ ثبت | موقعیت                                                           | توضیحات |
| -- | ------------------------ | -------------- | ----------------------------------- | ---------- | --------- | ---------------------------------------------------------------- | ------- |
| ۱  | تپه کوره خانه واحدی      | بارگذاری تصویر | هزاره ۴ ق‌م                          | ۱۳۵۲-۰۵-۰۹ | ۱۰۳۲      | شهر میناب                                                        |         |
| ۲  | قلعه میناب               |                | قرون میانه اسلامی                   | ۱۳۸۲-۰۵-۲۷ | ۹۵۵۳      | وسط شهر میناب                                                    |         |
| ۳  | قلعه کردر                | بارگذاری تصویر | قاجاریه                             | ۱۳۸۳-۱۲-۲۴ | ۱۱۴۷۳     | بخش مرکزی، روستای کردر                                           |         |
|    | قلعه گوربند              | بارگذاری تصویر | قاجاریه                             | ۱۳۸۴-۰۸-۲۵ | ۱۳۸۳۳     | بخش مرکزی، دهستان گوربند، جنب حسینیه حضرت ابوالفضل               |         |
|    | تم سرخ چلو گاومیشی       | بارگذاری تصویر | اشکانی ـ صفوی                       | ۱۳۸۵-۰۸-۲۴ | ۱۶۲۹۰     | بخش مرکزی، دهستان تیاب، یک کیلومتری جنوب شرقی روستای چلو گاومیشی |         |
|    | بقایای قلعه نصرت‌آباد     | بارگذاری تصویر | قاجاریه                             | ۱۳۸۵-۰۸-۲۴ | ۱۶۲۹۲     | بخش مرکزی، دهستان تیاب، روستای باغونی                            |         |
|    | آرامگاه سید علی حسن      | بارگذاری تصویر | ایلخانی ـ صفویه                     | ۱۳۸۵-۰۸-۲۴ | ۱۶۲۹۳     | بخش مرکزی، دهستان تیاب، روستای ماه خاتونی، جنب کارگاه شیره خرما  |         |
|    | محوطه تم سرخ حاجی‌آباد    | بارگذاری تصویر | اشکانی ـ صفویه                      | ۱۳۸۵-۰۸-۲۴ | ۱۶۲۹۴     | بخش مرکزی، دهستان تیاب، جنوب غربی روستای حاجی‌آباد                |         |
|    | نخل ابراهیمی             | بارگذاری تصویر | اشکانی                              | ۱۳۸۵-۰۸-۲۴ | ۱۶۲۹۵     | بخش مرکزی، دهستان تیاب، ۳ کیلومتری شمال روستای نخل ابراهیمی      |         |
|    | بقایای دژ نخل ابراهیمی   | بارگذاری تصویر | اشکانی                              | ۱۳۸۵-۰۸-۲۴ | ۱۶۲۹۶     | بخش مرکزی، دهستان تیاب، ۳ کیلومتری شمال غرب روستای نخل ابراهیمی  |         |
|    | محوطه دروزاه گشنو        | بارگذاری تصویر | اشکانی تا صفویه                     | ۱۳۸۵-۰۸-۲۴ | ۱۶۲۹۷     | بخش مرکزی، دهستان تیاب، جنوب غرب روستای گشنو                     |         |
|    | گورستان پا زیارت         | بارگذاری تصویر | هزاره سوم ق‌م                        | ۱۳۸۵-۰۸-۲۴ | ۱۶۲۹۸     | بخش مرکزی، دهستان کریان، روستای پازیارت                          |         |
|    | گورستان گبری محمودی      | بارگذاری تصویر | هزاره یک ق‌م                         | ۱۳۸۵-۰۸-۲۴ | ۱۶۲۹۹     | بخش مرکزی، دهستان بندزرک، روستای محمودی                          |         |
|    | گورستان هلاوان           | بارگذاری تصویر | هزاره ۳ق‌م                           | ۱۳۸۵-۰۸-۲۴ | ۱۶۳۰۰     | بخش مرکزی، دهستان کریان، ۵ کیلومتری جنوب روستای هلاوان           |         |
|    | گورستان گبری گبرانی      | بارگذاری تصویر | هزاره یک ق‌م                         | ۱۳۸۵-۰۸-۲۴ | ۱۶۳۰۱     | بخش مرکزی، دهستان بندزرک، ۵ کیلومتری شمال روستای گبران           |         |
|    | گورستان دمبیا            | بارگذاری تصویر | اشکانی ـ ساسانی                     | ۱۳۸۵-۰۸-۲۴ | ۱۶۳۰۲     | بخش مرکزی، دهستان کریان، ۳ کیلومتری شمال روستای پا زیارت         |         |
|    | محوطه پا برج             | بارگذاری تصویر | اشکانی تا صفویه                     | ۱۳۸۵-۰۸-۲۴ | ۱۶۳۰۳     | بخش مرکزی، دهستان تیاب، روستای دهو                               |         |
|    | محوطه تاریخی شاه ابراهیم | بارگذاری تصویر | اشکانی ـ صفویه                      | ۱۳۸۵-۰۸-۲۴ | ۱۶۳۰۴     | بخش مرکزی ۰ دهستان تیاب، روستای دهو                              |         |
|    | محوطه چاخا               | بارگذاری تصویر | سلجوقی ـ صفویه                      | ۱۳۸۵-۰۸-۲۴ | ۱۶۳۰۵     | بخش مرکزی، دهشتان بندزرک، ۱۱ کیلومتری جنوب بندزرک در کنار ساحل   |         |
|    | معبد عشاق                | بارگذاری تصویر | صفویه                               | ۱۳۸۶-۱۰-۲۶ | ۲۰۵۳۱     | بخش بیابان، دهستان سیریک، روستای گروگ                            |         |
| ۲۱ | گمرک کوهستک              | بارگذاری تصویر | پهلوی دوم                           | ۱۳۸۶-۱۰-۲۶ | ۲۰۵۳۳     | بخش مرکزی، دهستان بندزرک، روستای کوهستک                          |         |
| ۲۲ | تپه تم مهتر              | بارگذاری تصویر | هزاره ۳ و یک ق‌م ـ قرون اولیه اسلامی | ۱۳۸۶-۱۲-۲۶ | ۲۲۰۹۸     | بخش توکهور، دهستان چراغ آباد، روستای چراغ آباد                   |         |
| ۲۳ | تپه تم لالی              | بارگذاری تصویر | قرون میانه اسلامی ـ ایلخانی         | ۱۳۸۶-۱۲-۲۶ | ۲۲۱۰۴     | بخش توکهور، دهستان چراغ آباد، روستای چراغ آباد                   |         |